# 스자카시
스자카시(일본어: 須坂市)는 일본 나가노현 북부에 있는 시이다. 에도 시대에는 스자카번의 진야 마을이었다.

## 지리
지쿠마강 동안에 위치하고 미쿠니산맥에서 현 경계에 접한다. 마쓰카와강과 하쿠강이 각각 만들어 낸 두 개의 선상지가 겹쳐 형성되어 있다. 구 가도를 따라 시가지가 놓여 있고 사과밭, 포도밭이 퍼져 있다.

## 인접하는 자치체
- 나가노현
  - 나가노시, 우에다시
  - 가미타카이군 오부세정, 다카야마촌

- 군마현
  - 아가쓰마군 쓰마고이촌

## 역사
- 1889년 4월 1일 - 시정촌제 시행으로 가미타카이군 스자카정이 성립하였다.
- 1954년 4월 1일 - 시로 승격해 스자카시가 되었다.

## 교통

### 철도
- 나가노 전철 나가노선

### 도로
- 조신에쓰 자동차도
- 국도 403호선
- 국도 406호선

## 인구
| 연도 | 인구   | ±%     |
| ---- | ------ | ------ |
| 1940 | 34,517 | —      |
| 1950 | 43,407 | +25.8% |
| 1960 | 43,779 | +0.9%  |
| 1970 | 45,782 | +4.6%  |
| 1980 | 52,543 | +14.8% |
| 1990 | 53,662 | +2.1%  |
| 2000 | 54,207 | +1.0%  |
| 2010 | 52,168 | −3.8%  |
| 2020 | 49,559 | −5.0%  |

|                                              | |
| 스자카시의 전국의 연령별 인구 분포（2005년） | 스자카시의 연령·남녀별 인구 분포（2005년）                                                                                |
| ■자주색 ― 스자카시 ■녹색 ― 일본전국          | ■파랑색 ― 남자 ■빨간색 ― 여자                                                                                             |
| · 스자카시（에 해당되는 지역）의 인구추이    | |
| 일본 총무성 통계국 국세조사 결과             | |
|                                              | 이 그래프는 더 이상 지원되지 않는 레거시 그래프 확장 기능을 사용하고 있습니다. 새로운 차트 확장 기능으로 변환해야 합니다. |